# Phare de Point Arguello
Le phare de Point Arguello est un phare situé sur Point Arguello (en) au-dessus du Canal de Santa Barbara, attenant à la Vandenberg Air Force Base de Lompoc, dans le Comté de Santa Barbara (État de la Californie), aux États-Unis.
Ce phare est géré par la Garde côtière américaine, et les phares de l'État de Californie sont entretenues par le District 11 de la Garde côtière .

## Histoire
En 1901, le service des phares construit la première station à Point Arguello. En raison de l'érosion, la tour en bois a été remplacée en 1911 par une maison-phare. Entre 1934 et 1938, l'augmentation de la navigation côtière a nécessité l'établissement d'une station de sauvetage. En 1934, le phare précédent a été rasé et remplacé par une tour en poutrelles métalliques.
Le 1er juillet 1939 le phare a été repris par l'US Coast Guard. Pendant l'intérim de la Seconde Guerre mondiale, la Garde côtière a occupé la station de signalisation maritime  et la station de sauvetage, ainsi qu'une nouvelle station de radionavigation LORAN. Après la guerre, la station de sauvetage fut démantelée.
Jusqu'en 1967, année de l'automatisation du phare, 12 membres du personnel et leur famille occupaient huit logements.

## Description
Le phare actuel est une tourelle métallique de 6 m de haut. Il est équipé d'une balise moderne rotative de 910 mm alimentée à l'énergie solaire qui émet, à une hauteur focale de 38 m, un éclat blanc toutes les 15 secondes. Sa portée est de 17 milles nautiques (environ 31 km). La corne de brume émet deux explosions toutes les 20 secondes et elle est couplée à  une balise radio
Identifiant : ARLHS : USA-612 - Amirauté : G3968 - USCG : 6-0210 .
|                         |
| Canal de Santa Barbara. |

|                   |
| Le premier phare. |

|                                       |
| Le second phare et la corne de brume. |

### Lien connexe
- Liste des phares de la Californie